# Outsider (DC Comics)
Outsider è il nome di tre differenti personaggi presenti nei fumetti DC Comics.

## Storia di pubblicazione
La versione pre-Crisi di Outsider comparve per la prima volta in Detective Comics n. 356 e fu creato da Gardner Fox e Carmine Infantino. La versione Flashpoint di Outsider comparve per la prima volta in Flashpoint: The Outsider n. 1, e fu creato da James Robinson e Javi Fernandez. L'Outsider di Terra 3 comparve per la prima volta in Justice League vol. 2 n. 6 e fu creato da Geoff Johns e Jim Lee.

## Biografia del personaggio
Alfred Pennyworth sembrò rimanere ucciso quando spinse Batman e Robin lontano dalla via di un macigno. Si scoprì che fu resuscitato da uno scienziato di nome Brandon Crawford. Il suo tentativo di rigenerazione ebbe un risultato drammatico: Alfred si risvegliò dalla sua morte apparente con un volto bianco e pastoso con segni circolari, poteri super umani, inclusa la telecinesi, e il desiderio di distruggere Batman e Robin. Autonominandosi Outsider, si batté indirettamente con il dinamico duo. Outsider inviò delle bare con dentro dei finti Batman e Robin per consegnare il messaggio a Bruce Wayne e Dick Grayson. Rintracciando la consegna delle bare, dovettero battersi con la Grasshopper Gang, quindi trovarono delle impronte digitali che appartenevano ad Alfred Pennyworth. Batman e Robin rintracciarono la tana di Outsider e si batterono con lui fino a uno stallo prima che la strana creatura tramutasse gli stessi Batman e Robin in bare. Mettendo fuori gioco Outsider, Batman lo mise in una macchina che lo bombardò di nuovo di radiazioni. Questo riportò Alfred alla normalità e in buona salute, ma senza alcun ricordo della sua identità criminale.
Dopo di ciò, Alfred occasionalmente ricadde nella sua identità di Outsider per affrontare il dinamico duo, altri membri della Batman Family, e gli Outsiders, ma non lo fece più fin da prima della Crisi sulle Terre infinite.

### Flashpoint
Una nuova versione di Outsider comparve nella realtà di Flashpoint. Michael Desai nacque a Chandigarh in India, un bambino metaumano con la pelle d'alabastro e resistenza fisica super umana. Quando sua madre morì durante il parto (cosa per cui suo padre lo incolpò), Desai creò una dolina con un raggio di tre miglia che uccise migliaia di persone e lo lasciò unico sopravvissuto. Come Desai riuscì a compiere un compito simile (e l'estensione del suo potere) è ancora ignoto. Anni dopo, Michael adottò l'alias di "Outsider" (in quanto fuori dalla legge e dalla razza umana) e accumulò un grande fortuna attraverso implicite attività illegali. Questo gli permise di elevare lo status dell'India come potenza mondiale, tramutando il paese in un'operazione criminale multinazionale completamente sotto il suo controllo. Outsider si fece molti nemici: Sole Nascente e Mister e Misses Terrific cercarono di assassinarlo dopo che Desai li incastrò quando rivelarono alcune delle sue attività illegali. Outsider uccise tutti e tre i probabili assassini e quindi andò in cerca di chi li aveva assunti. Desai mise anche in atto una caccia all'uomo per trovare (e catturare) un adolescente metaumano con poteri elettrici di nome Blackout, che egli credeva potesse mantenere efficientemente la corrente elettrica dell'India con le sue abilità. Più avanti, Outsider fu invitato dagli eroi della Terra a un incontro (creato da Cyborg) al fine di creare un gruppo di eroi che si contrapponesse alla guerra Amazzone-Atlantidea. I motivi che spinsero Outsider ad aiutare gli eroi girò intorno al mantenimento del proprio impero; rispose alla minaccia della guerra dicendo: "La guerra fa male agli affari. I miei affari", Quando Batman si rifiutò di unirsi al gruppo, anche Outsider declinò l'offerta, affermando che "Outsider è fuori". Si scoprì che Desai possedeva la longevità, dato che fu mostrato implicato negli affari criminali e politici fin dagli inizi degli anni '70. Nel 1979 Outsider represse le rivolte di Bombay manipolando e poi uccidendo i leader criminali responsabili delle violenze, unendo le loro organizzazioni sotto un'unica leadership. Nel 1996 Outsider catturò Isis nel suo "Espresso Siberiano" (una massa d'aria fredda di origini siberiane) a Novaja Zemlja nel tentativo di ricattare Black Adam perché vendesse a Desai il proprio paese, il Khandaq. Però, durante i termini di negoziazione per il rilascio di Isis, Outsider attaccò e sconfisse Black Adam grazie alla tecnologia durlaniana. Outsider quindi sparò a Black Adam e gli lanciò addosso l'"Espresso Siberiano" perché fosse unito a Isis come suo trofeo. Tutt'oggi, Outsider fu visto interrogare il direttore del carcere dal quale evasero gli assassini. Anche se il direttore affermò di non sapere nulla a proposito dell'evasione, Outsider gli sparò e vendette la sua famiglia come schiava in compenso della sua incompetenza. Le indagini di Outsider lo portarono in Khandaq, dove scoprì una chiave criptica che allacciava Blackout al tentativo di assassinio. Più avanti, Desai si confrontò con Blackout. Tuttavia, capì che l'uomo con cui si stava battendo non era Blackout ma J'onn J'onzz sotto copertura. Nel 1985 Outsider rivelò di aver tenuto J'onn J'onzz prigioniero in una struttura di ricerca segreta dopo aver rubato il dispositivo di teletrasporto del Dottor Erdel. Dopo averlo studiato e imparato le sue debolezze, Outsider vendette J'onn alla Russia; l'eroe successivamente scappò e raggiunse l'India. Oggi, dopo che Outsider parlò con J'onn a proposito del passato, J'onn ammise che cercava vendetta contro Desai per averlo torturato e aver cercato di ucciderlo. Durante la battaglia, Desai utilizzò il dispositivo di teletrasporto recuperato per intrappolare J'onn nel Multiverso. Dopo aver interrogato J'onn senza successo a proposito del futuro tentativo di assassinio, Outsider chiuse il dispositivo con J'onn all'interno, tagliandolo a metà. Successivamente, Outsider ritornò alla sua base e contattò gli eroi per unirsi a loro per un assalto a Nuova Themyscira, ma arrivò in tempo per l'attacco nella guerra tra le Amazzoni e gli Atlantidei.

### The New 52
Nel settembre 2011, The New 52 riscrisse tutta la continuità DC. In questa nuova linea temporale, un uomo noto come Outsider fu presentato come leader/benefattore della Società segreta dei supercriminali, dove fu descritto come un uomo pallido vestito di viola. Le origini della Società Segreta furono viste per la prima volta in Justice League n. 6 quando il Professor Ivo e "Outsider" si incontrarono per discutere sulla crescita della comunità dei super eroi. La Società Segreta fu scoperta cinque anni dopo da Freccia Verde (che rimase ferito quando cercò di infiltrarsi nell'organizzazione sotto il nome di Dark Hunter). Outsider fu visto mentre cercava membri da reclutare nella Società Segreta, esaminando le fotografie dei vari super criminali. Durante il tentativo di Catwoman di infiltrarsi nella Società, questa fu catturata da Outsider, che le sparò alla testa. Inviò anche un messaggio tramite le loro monete di comunicazione al Dottor Arthur Light, mettendolo fuori gioco con un colpo di luce, donandogli così i suoi poteri. Si scoprì che Catwoman in realtà era Martian Manhunter sotto copertura e i due insieme inseguirono Outsider. Quando lo trovarono, Martian Manhunter cercò di leggere la sua mente, ma Outsider bloccò il suo accesso e gli disse che era bello vederlo "di nuovo".
Durante la storia di "Trinity War", Outsider vide le notizie della Justice League Dark che combatteva contro la Justice League of America in Khandaq, pensando tra sé e sé che tutti avrebbero creduto veramente che Superman uccise Dottor Light con i suoi poteri. Affermò anche che Pandora stava per aprire la scatola e che presto si sarebbe unita alla Società Segreta. Outsider, avendo catturato Madame Xanadu, le disse che le due Leagues e la Trinità del Peccato erano tutti pezzi del suo gioco, con Superman e Question (a cui si riferì come ai suoi "pedoni"), Batman, lo Straniero Fantasma, e Wonder Woman (a cui si riferì come ai "cavalli"), si muovevano tutti lontano da Pandora (a cui si riferì come "la Regina") lasciandola senza protezione. Madame Xanadu replicò che non aveva bisogno di vedere il futuro per sapere che la Justice League lo avrebbe sconfitto, al cui lui rispose che aveva già vinto in quanto aveva una talpa nella League. Al che, Outsider raccontò di come arrivò su Terra Prime.
Durante la battaglia della League contro Darkseid, le barriere tra gli universi si indebolirono, cosa che permise ad Outsider e ad altri pochi individui di fuggire dai loro mondi. Tuttavia, il suo padrone non vi riuscì. Da allora, cominciò a reclutare numerosi nemici della Justice League per creare una Società Segreta in preparazione dell'arrivo del suo padrone, cercando la Scatola di Pandora, e infiltrando un agente nella Justice League. Riuscì a mettere le mani sulla Scatola, e disse agli eroi che la scatola non era magia ma scienza, che fu creata sul suo mondo e che poteva essere aperta soltanto da qualcuno del suo mondo. Spiegò che la scatola apriva un passaggio ad un altro universo, la sua casa. Il luogo di nascita del male. Si scoprì che Outsider proveniva da Terra 3 e che era la versione di Alfred Pennyworth di quella Terra che lavorava come maggiordomo di Owlman.
Pandora cerca di farsi rivelare da Outsider come riaprire il portale per Terra 3, ma lui le fa notare di porre la domanda sbagliata. Quindi le rivelò che i Sette Peccati Mortali, apparentemente rilasciati quando lei toccò la scatola, sarebbero comparsi su Terra Prime, significando che il Consiglio dell'Eternità la maledì senza motivo. Outsider fece esplodere la Torre di Guardia, mentre Pandora si teletrasportava. A quel punto contattò Owlman per informarlo che Grid aveva messo Nightwing in una "Macchina Assassina" (originariamente intesa per Doomsday). Quando Grid informò Outsider dell'intrusione, andò a proteggere i loro prigionieri mascherati da Nightwing. Outsider alla fine fu ucciso da Black Manta.